# Have You Seen Your Mother, Baby, Standing in the Shadow?
"Have You Seen Your Mother, Baby, Standing in the Shadow? " er en sang fra det engelske rock ’n’ roll band The Rolling Stones. Det optrådte første gang på deres 1966 opsamlingsalbum Big Hits (High Tide and Green Grass).
Skrevet af Mick Jagger og Keith Richards blev sangen indspillet sent i sommeren 1966. Den er kendt for dens valdhorn (arrangeret af Mike Leander; dette var den første Rolling Stones sang de havde blæseinstrument), og er en af de første sange der benytter sig af feedback fra guitarerne. The Stones har sagt, at de var meget utilfredse med den endelige udgave af sangen, de klagede over at den mistede den originale skærings rytmesektion. 
Keith Richards sagde i 1971:” Den havde brug for et par uger til. Rytmesektionen er næsten helt væk .”
Den blev udgivet som single i september 1966 på samme tid i England og USA (første gang for bandet), og blev henholdsvis nummer 5. og 9. på disse landes charts. B-siden blev "Who's Driving Your Plane?"
Den amerikanske single er kendt for dens cover, hvor bandet er klædt som drag . Peter Whiteheads film til singlen var en af de første musikvideoer.
Nummeret blev udgivet på opsamlingssalbummet fra 2002 Forty Licks, med dens forkortede titel "Have You Seen Your Mother Baby?".

### Fodnote
1. ↑  Have You Seen Your Mother?
2. ↑  Have You Seen Your Mother Baby, Standing In The Shadow? by The Rolling Stones Songfacts